# السيد علي الحائري

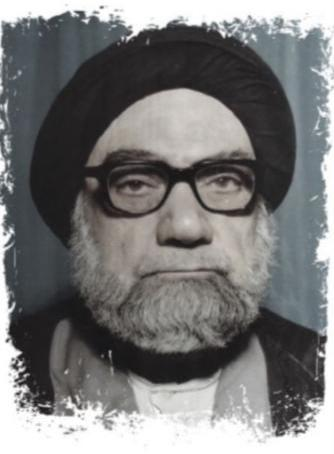
السيد علي الحائري

السيد علي السيد عباس السيد هاشم السيد أحمد الموسوي الحائري هو نجل سماحة المرجع الديني الكبير آية الله العظمى السيد عباس السيد هاشم السيد أحمد الموسوي الحائري" قدس سره" (ولد حوالي عام 1900 – تُوفي في الكويت الموافق 14-5-1996)  هو عالم وفقيه ديني شيعي، يُعد من أبرز الشخصيات الدينية الشيعية التي عاشت في دولة الكويت في القرن العشرين. عُرف بدوره البارز في الإفتاء والشؤون الشرعية، وكان يُعتبر من أبرز المأذونين الشرعيين المعتمدين في البلاد.

### سيرته
وُلد السيد علي الحائري حوالي عام 1900، وينحدر من أسرة علمية عريقة تُعرف بلقب الموسوي الحائري. استقر في الكويت منذ شبابه، حيث مارس مهامه العلمية و الدينية والاجتماعية، وأصبح مرجعًا دينيًا للعديد من أبناء الطائفة الشيعية في البلاد.
عمل كمأذون شرعي، وكان يقوم بإجراء عقود الزواج، وحل النزاعات الأسرية والفقهية، وشارك في إحياء المناسبات الدينية، وكان يحظى باحترام كبير من قبل المجتمع الكويتي الشيعي، بل وأيضًا من الطوائف الأخرى.
كانت الجهات الرسمية في الدولة ترجع إليه في المسائل الشرعية والدينية، نظرًا لمكانته العلمية والاجتماعية، وقد لعب دورًا في ترسيخ العلاقة بين الدولة ورجال الدين في فترات مبكرة من تشكل النظام الإداري الكويتي.

### وكالته عن المراجع الشيعة
كان السيد علي الحائري وكيلاً مطلقاً معتمدًا لدى عدد من كبار مراجع التقليد الشيعة في عصره، واستلام الحقوق المالية (كالخمس والزكاة)، والتصرف في الشؤون الدينية نيابةً عنهم.
ومن أبرز المراجع الذين منحوه الوكالة:
1. آية الله العظمى السيد محسن الحكيم – 1367 هـ
2. آية الله العظمى السيد أبو القاسم الخوئي – 1373 هـ
3. آية الله العظمى السيد محمد رضا الكلبايكاني – 1385 هـ
4. آية الله العظمى السيد حسين أغا الطباطبائي القمي – 1360 هـ، و1383 هـ
5. آية الله العظمى السيد عبد الأعلى السبزواري – 1372 هـ
6. آية الله العظمى السيد مهدي الشيرازي – 1370 هـ
7. آية الله العظمى السيد محمد الشيرازي – 1389 هـ
8. آية الله السيد أحمد الخونساري – 1383 هـ
9. آية الله السيد عبد الهادي الشيرازي – 1375 هـ
10. آية الله السيد محمد تقي الخونساري – 1371 هـ
11. آية الله السيد محمود الشاهرودي – 1349 هـ
12. آية الله السيد عبد الله الشيرازي – 1395 هـ
13. آية الله السيد محمد مهدي الكاظمي الأصفهاني – 1386 هـ
14. آية الله السيد هادي محمد الحائري الخراساني – 1366 هـ
15. آية الله السيد مهدي ميرزا الشيرازي الحسيني – 1366 هـ
16. آية الله السيد صدر الدين الصدر – 1343 هـ
17. آية الله السيد محمد طاهر آل شيرازي – 1393 هـ
18. آية الله السيد إبراهيم الشيرازي الحسيني – 1348 هـ
19. آية الله العظمى السيد كاظم الطباطبائي اليزدي – 1309 هـ

وقد احتُفظ بنُسخ أصلية من هذه الوكالات ضمن أرشيف عائلته في الكويت، وهي تُعد وثائق دينية مهمة تعكس الثقة التي أولاها له هؤلاء العلماء.

### وفاته وإرثه
توفي السيد علي الحائري في الكويت الموافق 14-5-1996 م، ودُفن في مقبرة الصليبيخات الجعفرية ، وبقيت ذكراه حاضرة في وجدان العديد من أبناء المجتمع الشيعي، ويُذكر كأحد أبرز العلماء الذين خدموا الشأن الديني في البلاد خلال النصف الأول من القرن العشرين.

### عائلته وأبناؤه
ترك السيد علي الحائري أثرًا علميًا واجتماعيًا في الكويت،وقد اشتهر بعض أبنائه بنشاطهم في الأوساط الدينية والاجتماعية، حاملين إرثه العلمي والأخلاقي.
برز منهم رجال دين وأفراد لهم حضور فاعل في المجتمع الشيعي ، الحوزات، والعمل الاجتماعي.

## مراجع

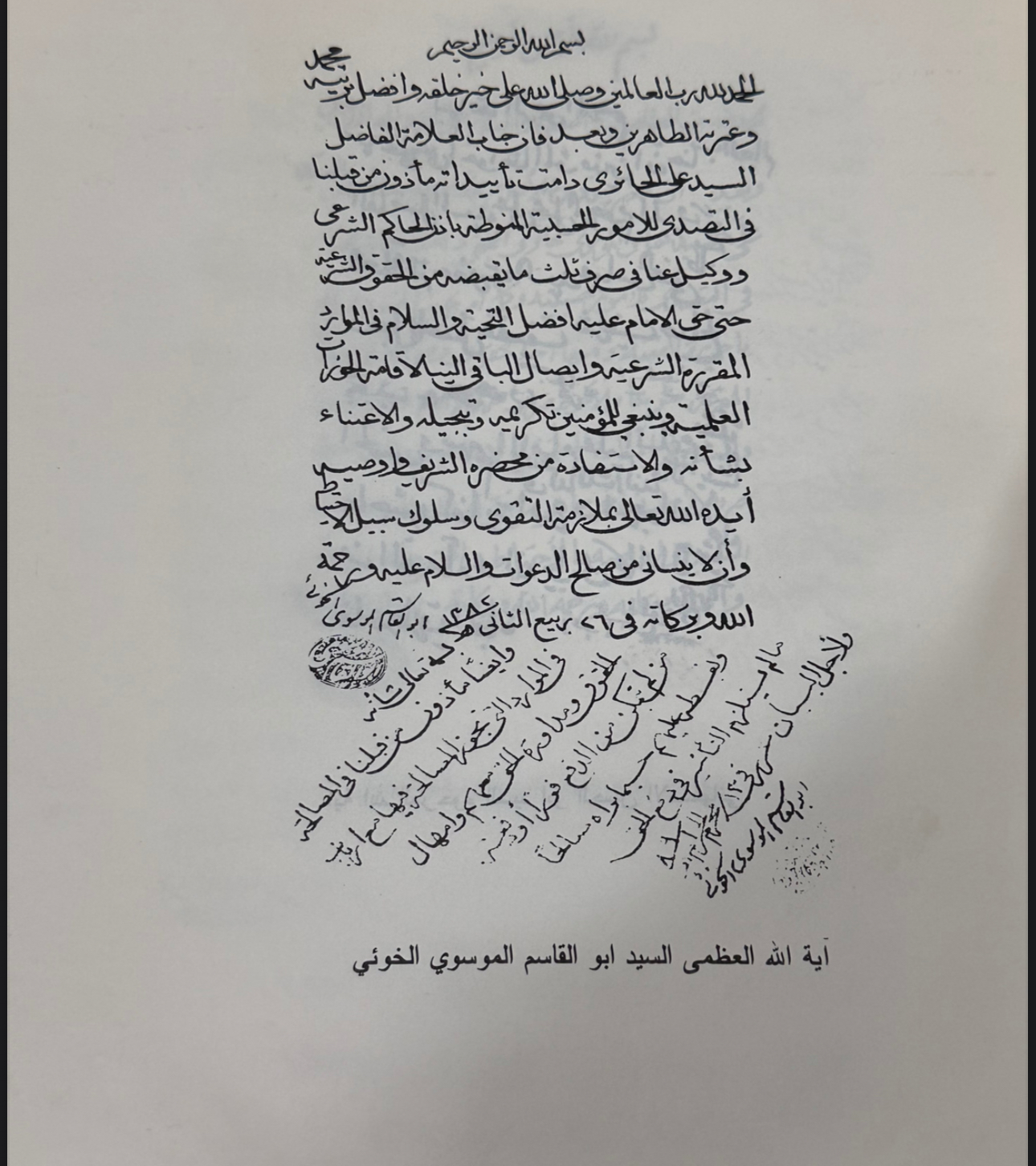
وكالة السيد الخوئي

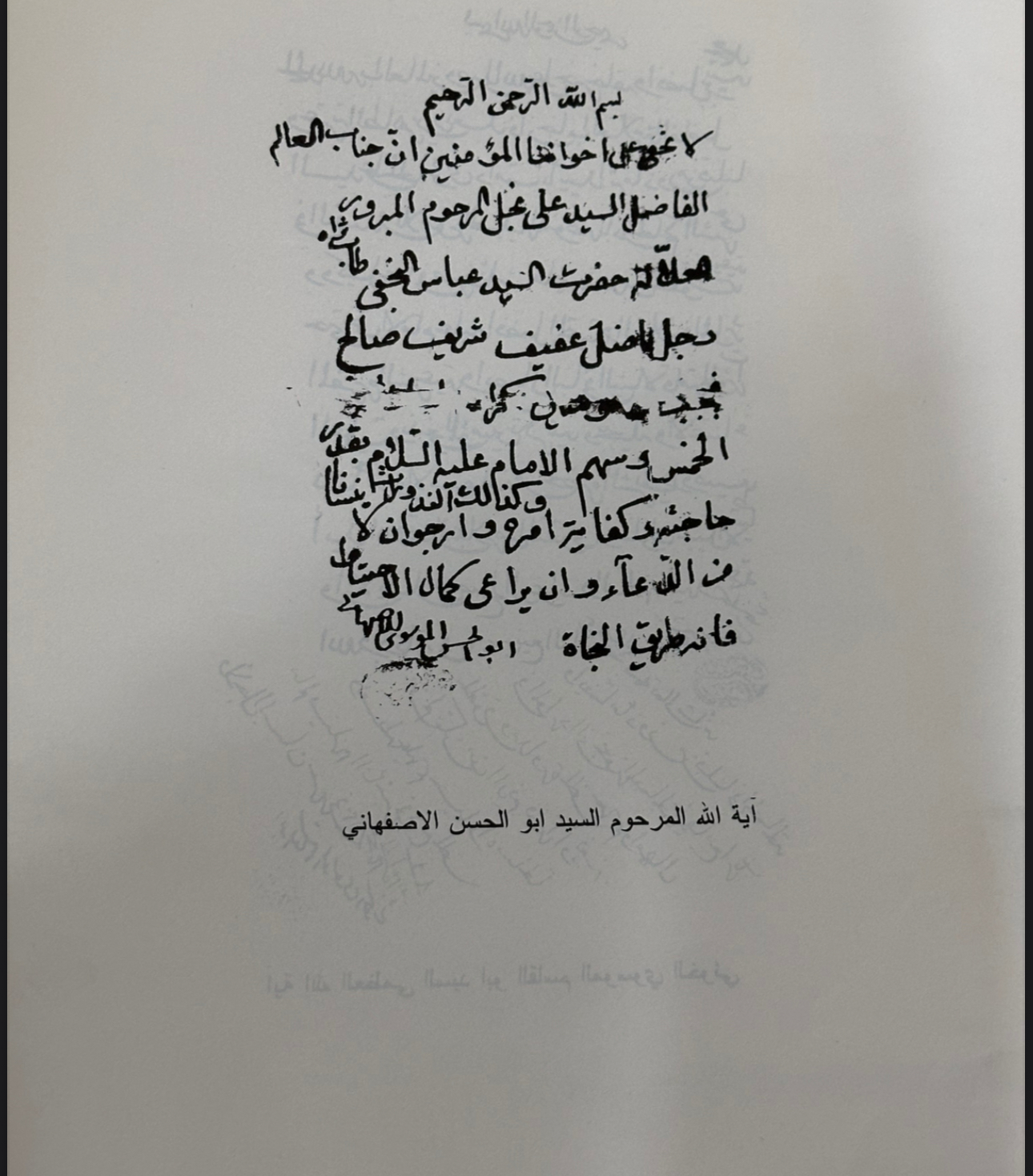
وكالة السيد ابو الحسن الاصفهاني

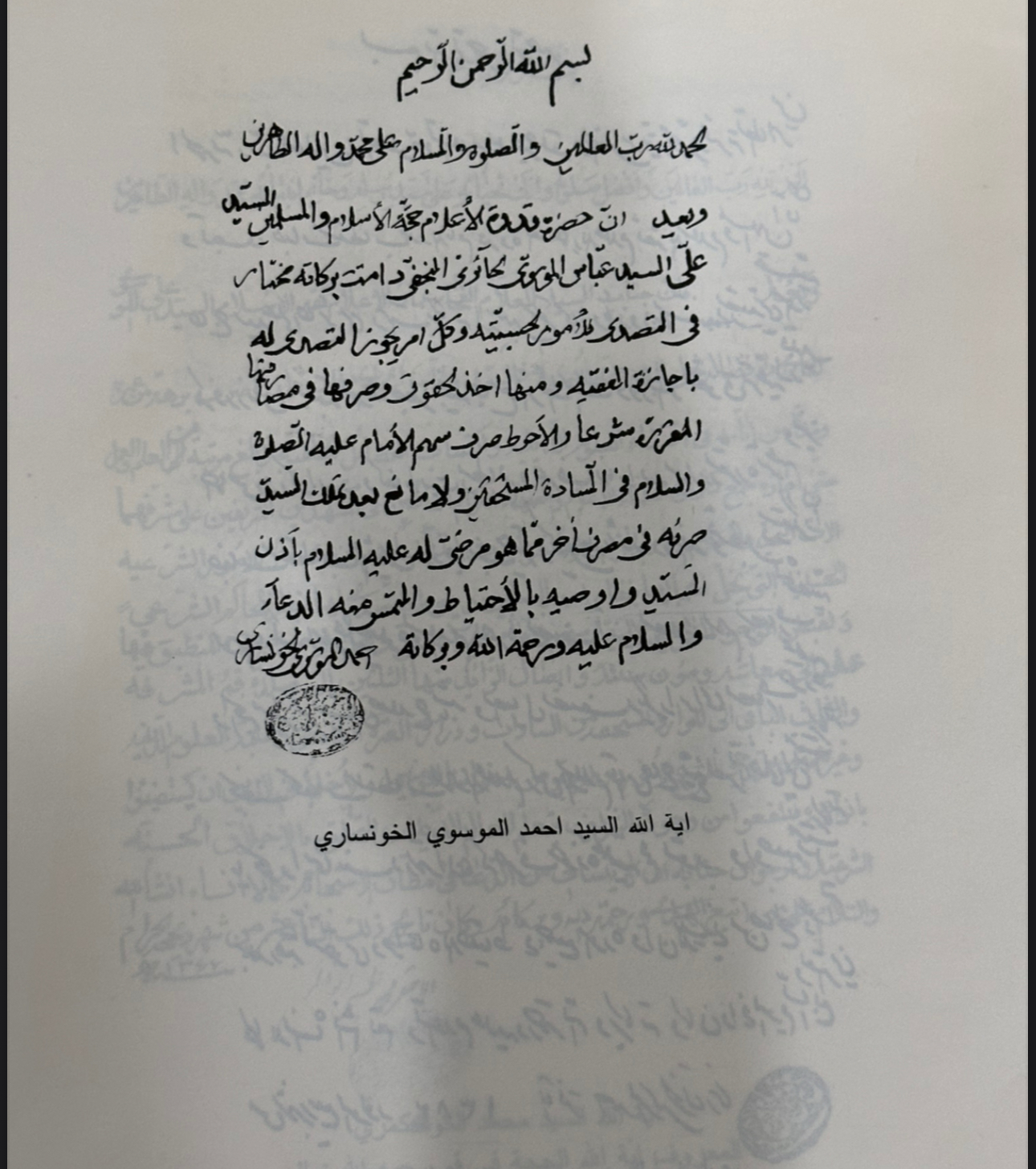
وكالة السيد أحمد الخونساري

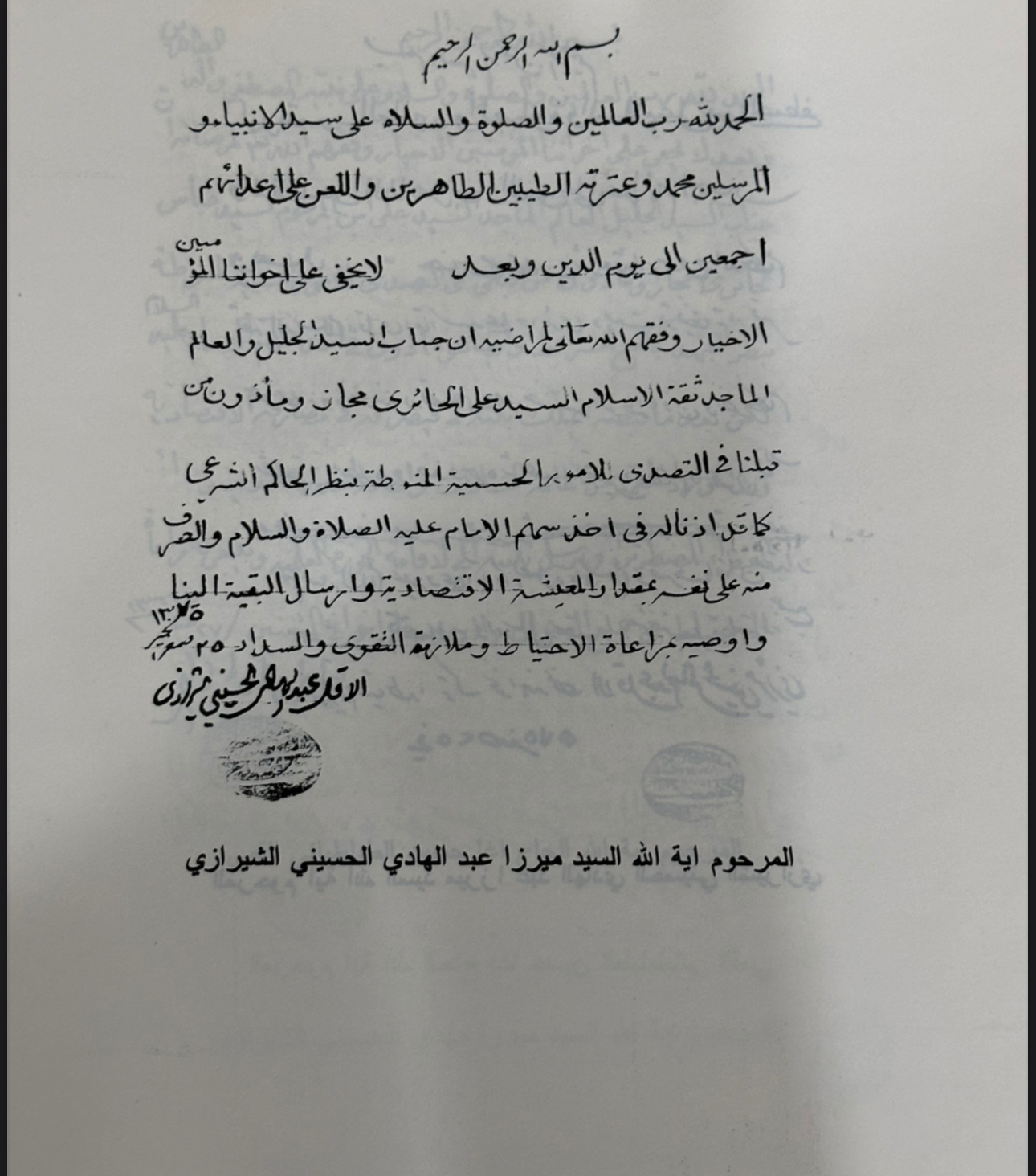
وكالة السيد ميرزا عبدالهادي الحسيني الشيرازي

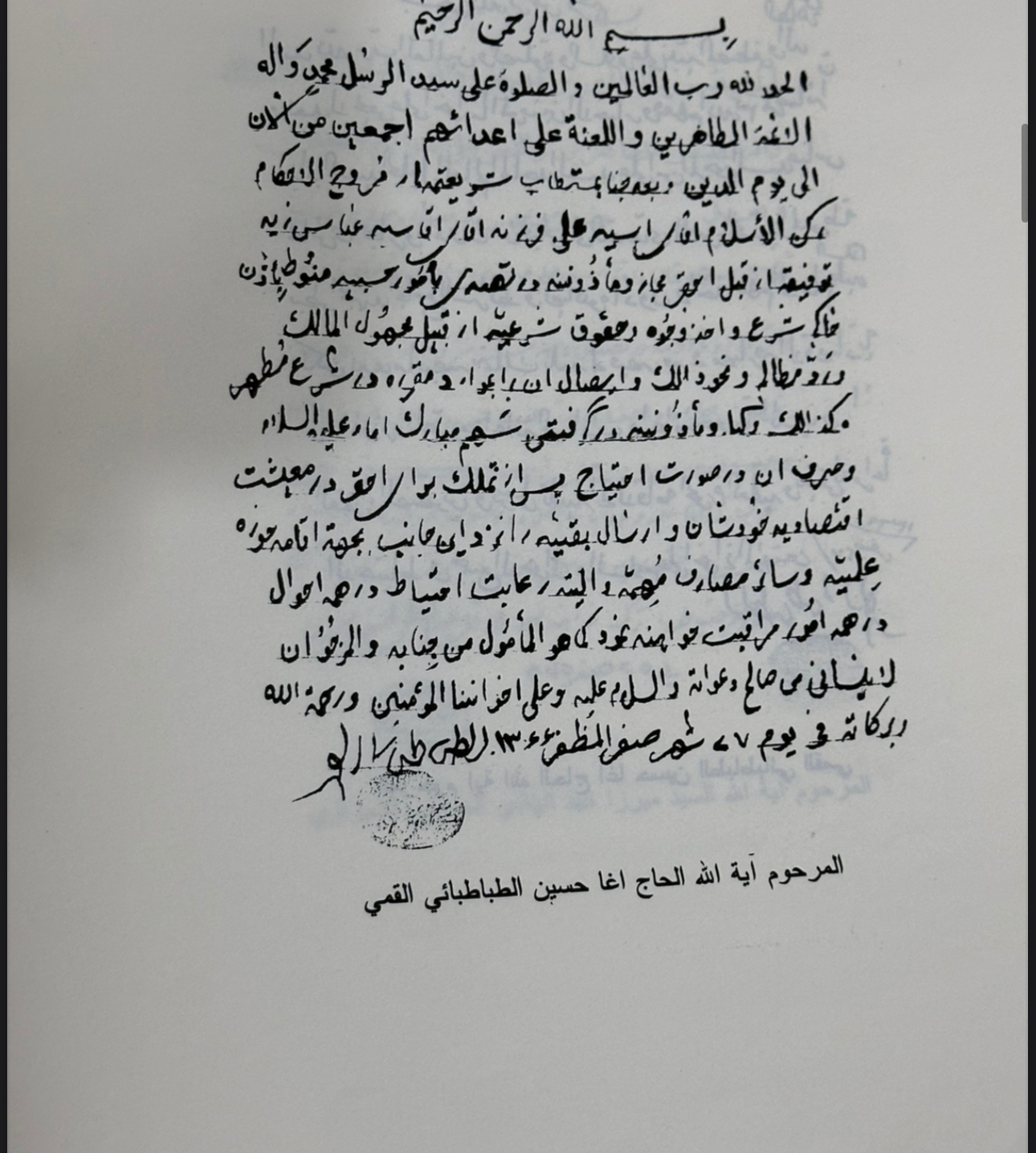
وكالة آية الله الحاج اغا حسين الطباطبائي القمي

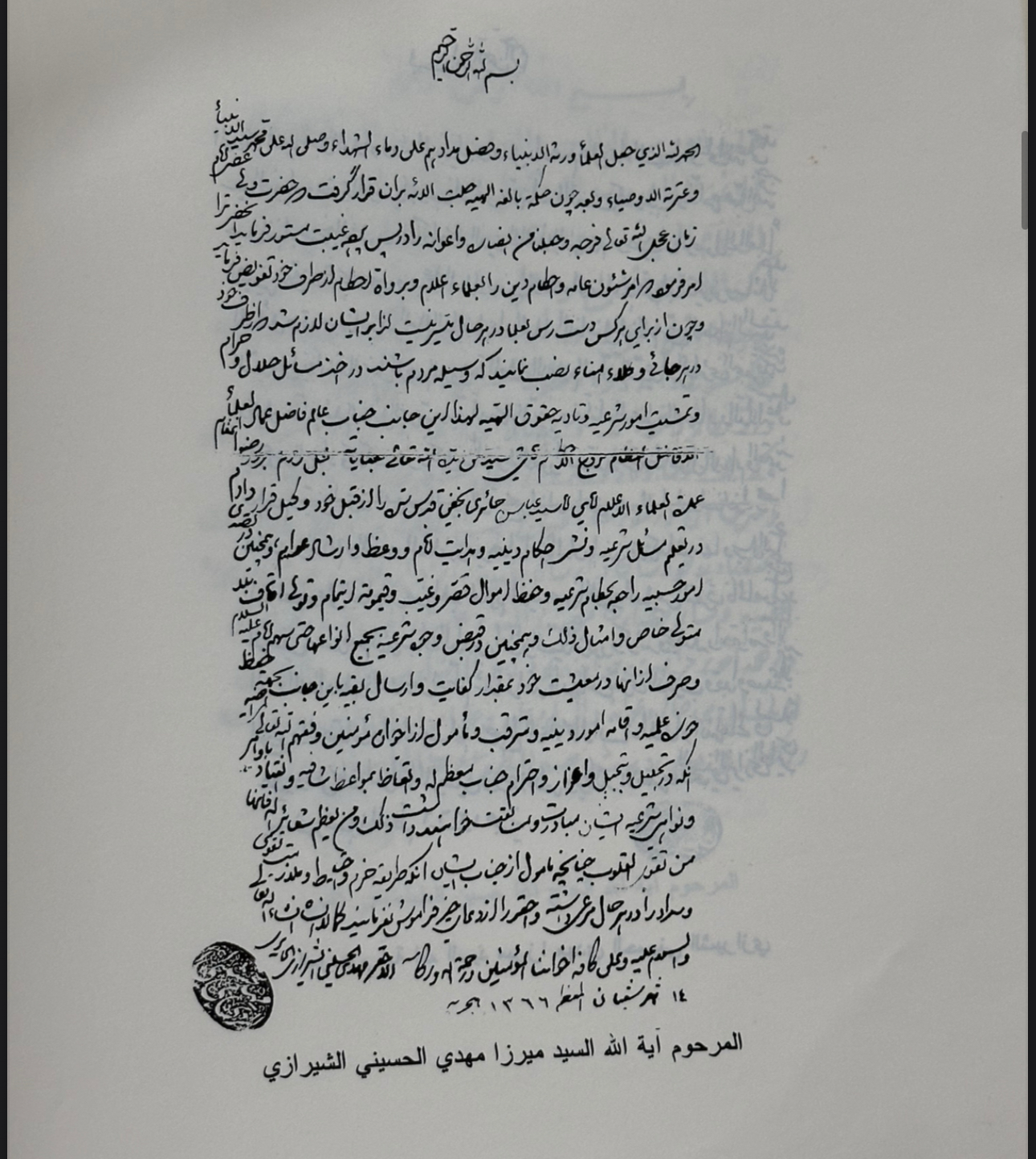
وكالة آية الله السيد ميرزا مهدي الحسيني الشيرازي

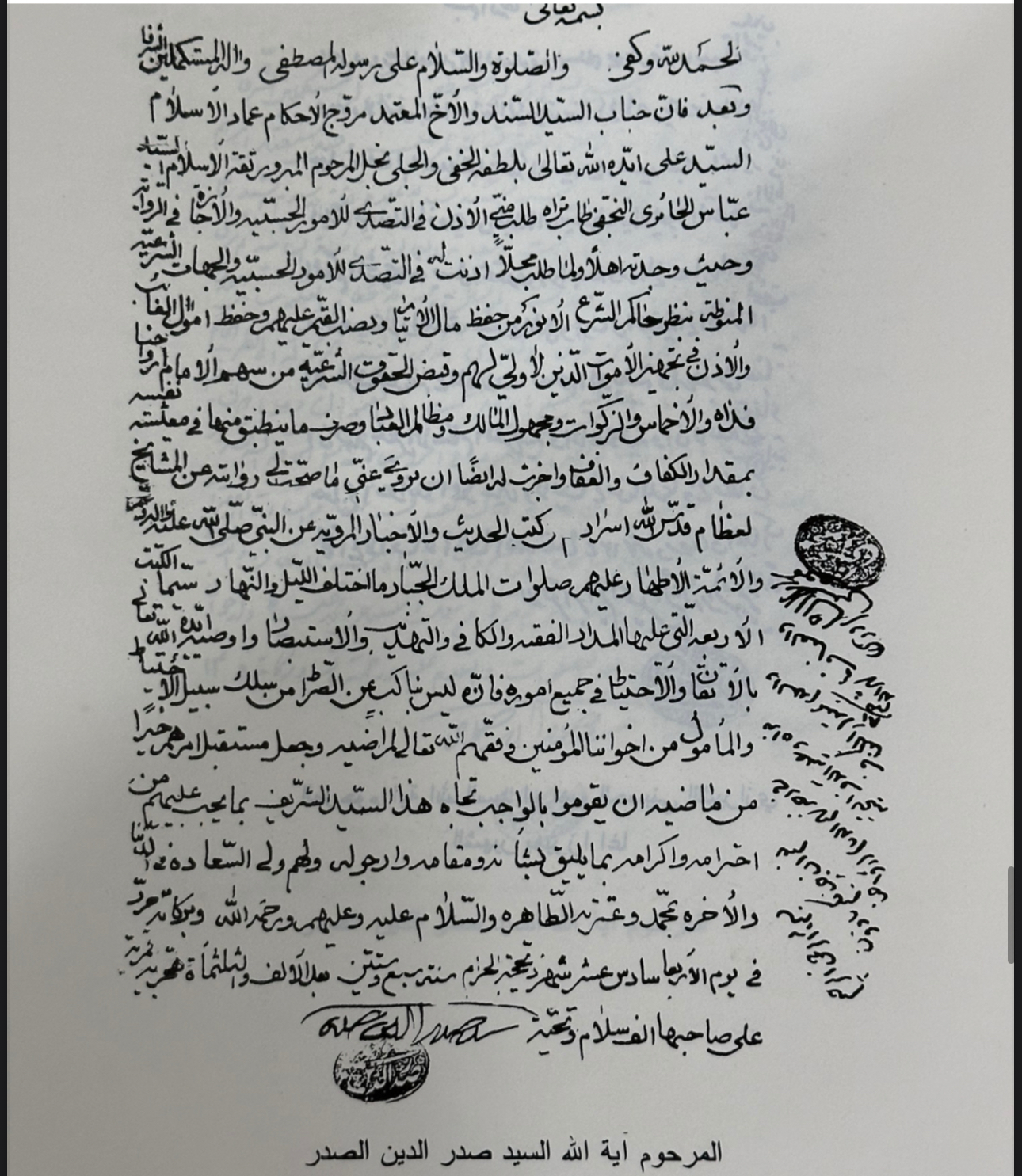
وكالة اية الله السيد صدر الدين الصدر

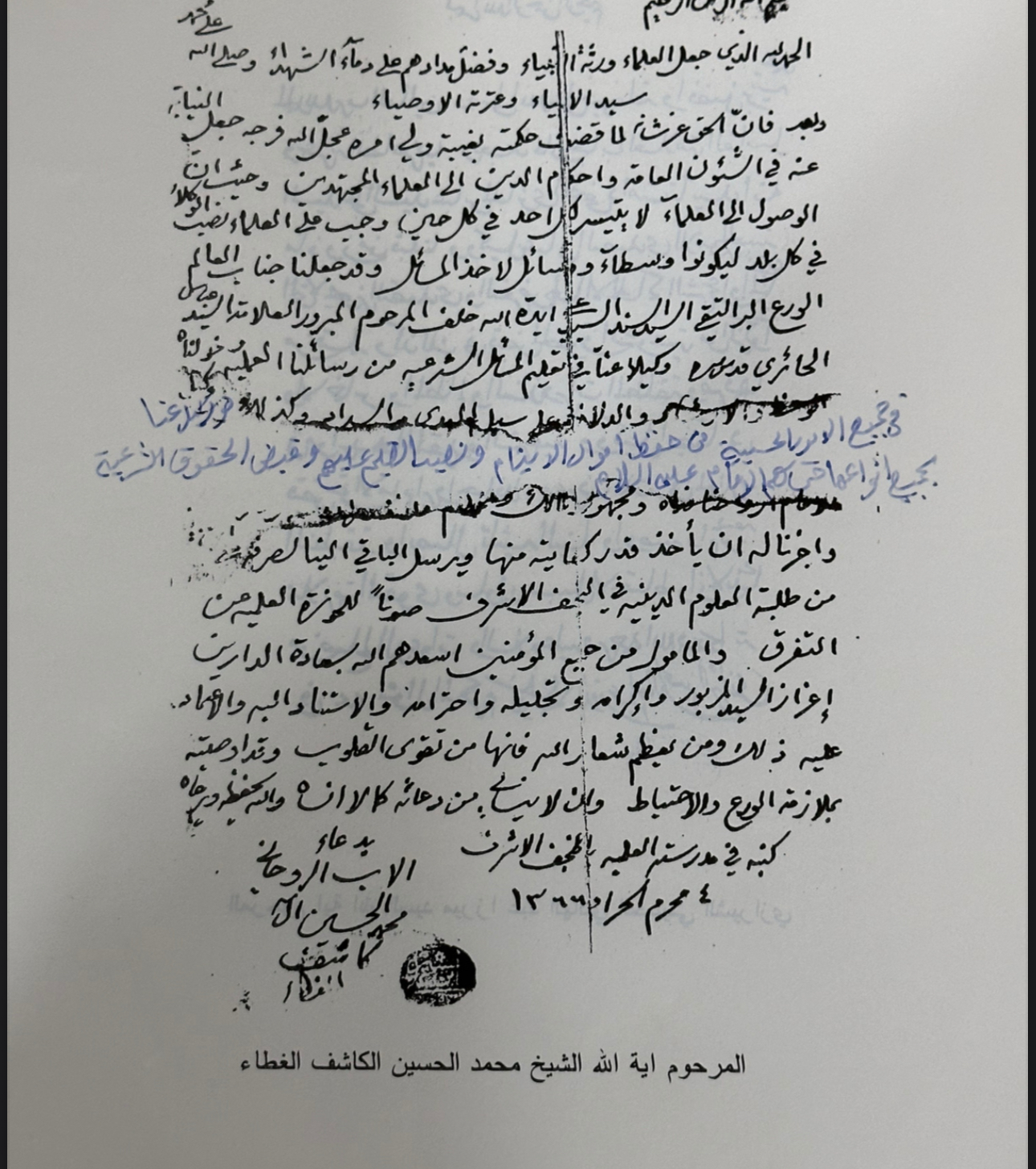
وكالة اية الله الشيخ محمد الحسين كاشف الغطاء

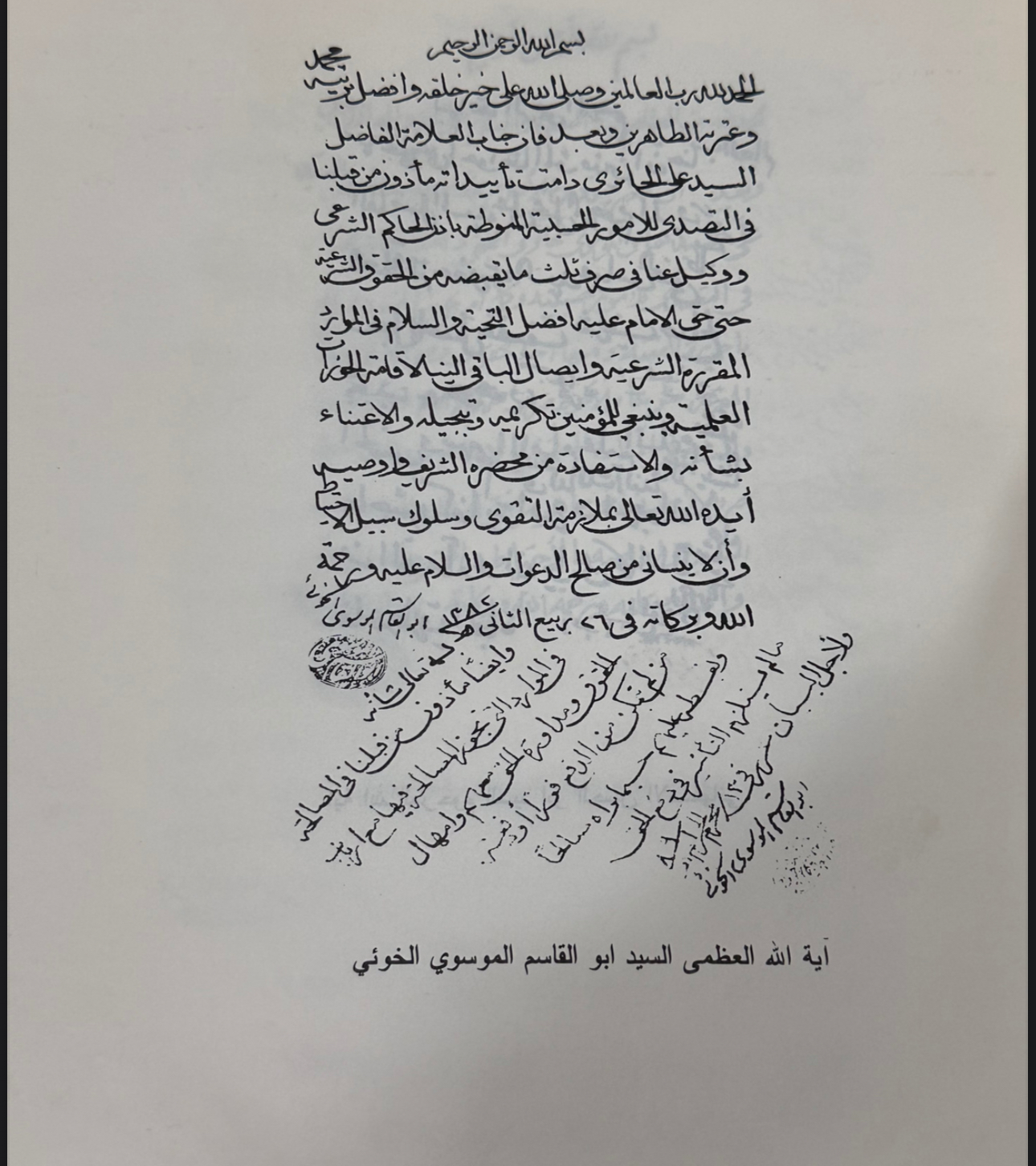
وكالة السيد الخوئي

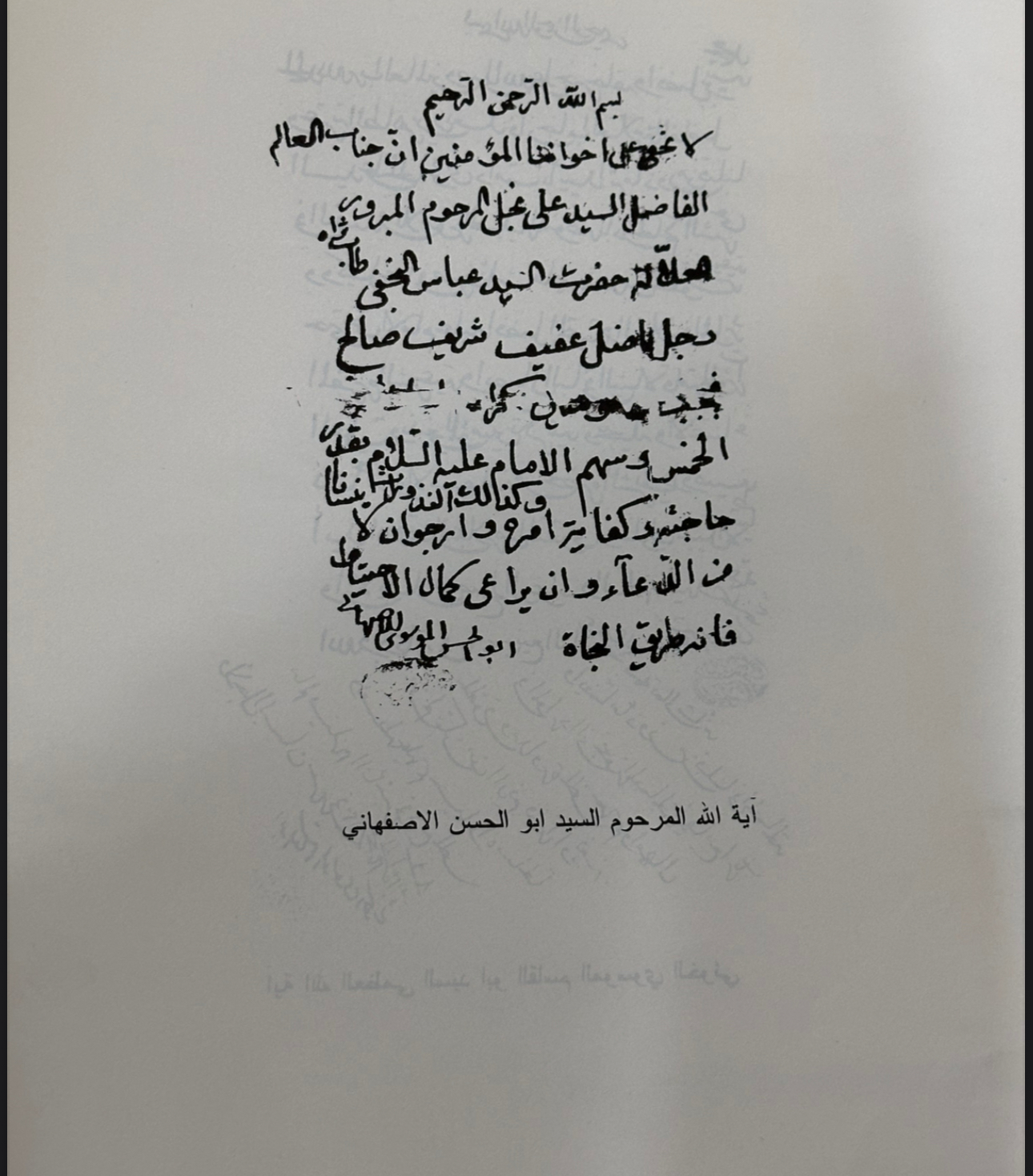
وكالة السيد ابو الحسن الاصفهاني

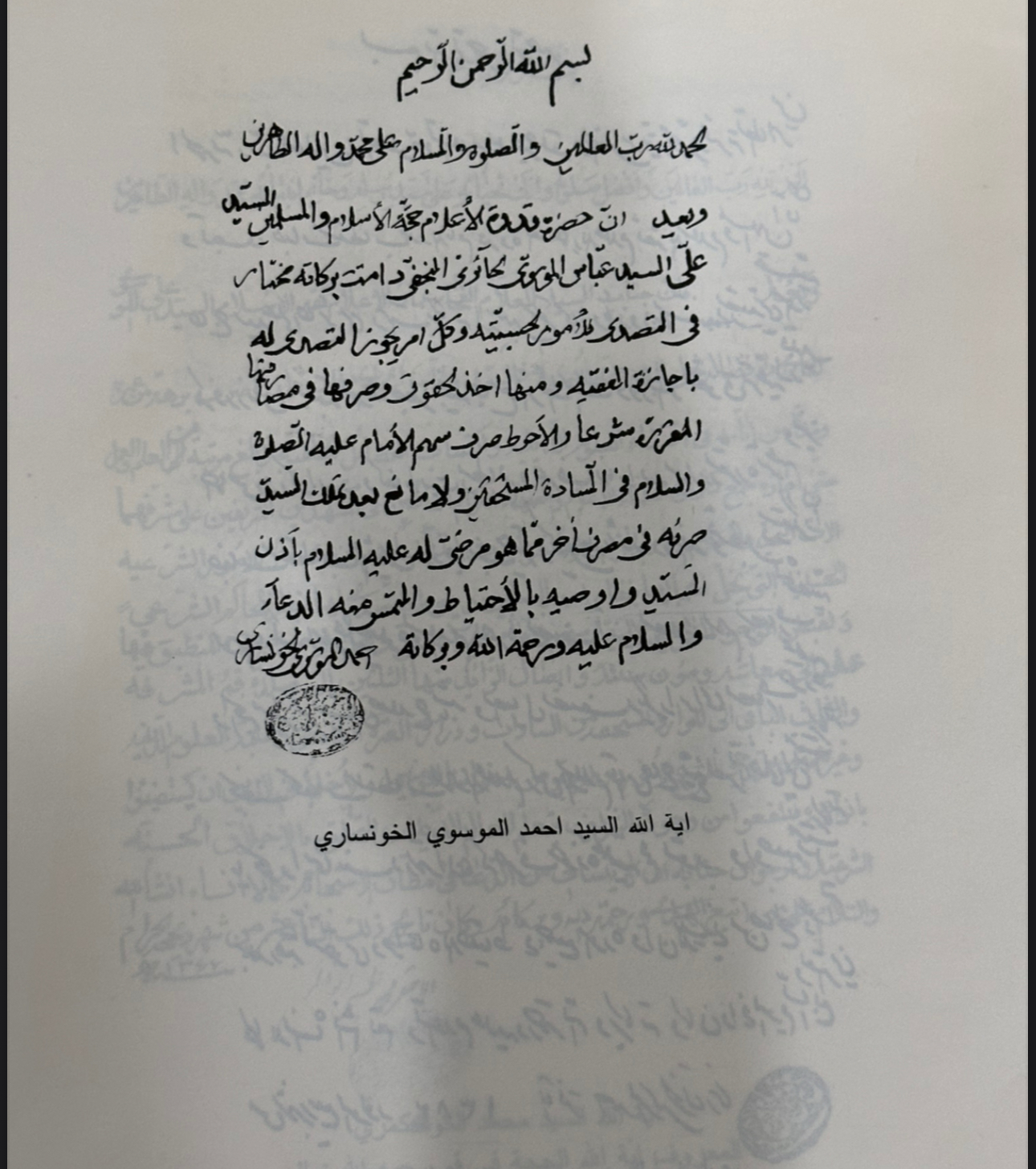
وكالة السيد أحمد الخونساري

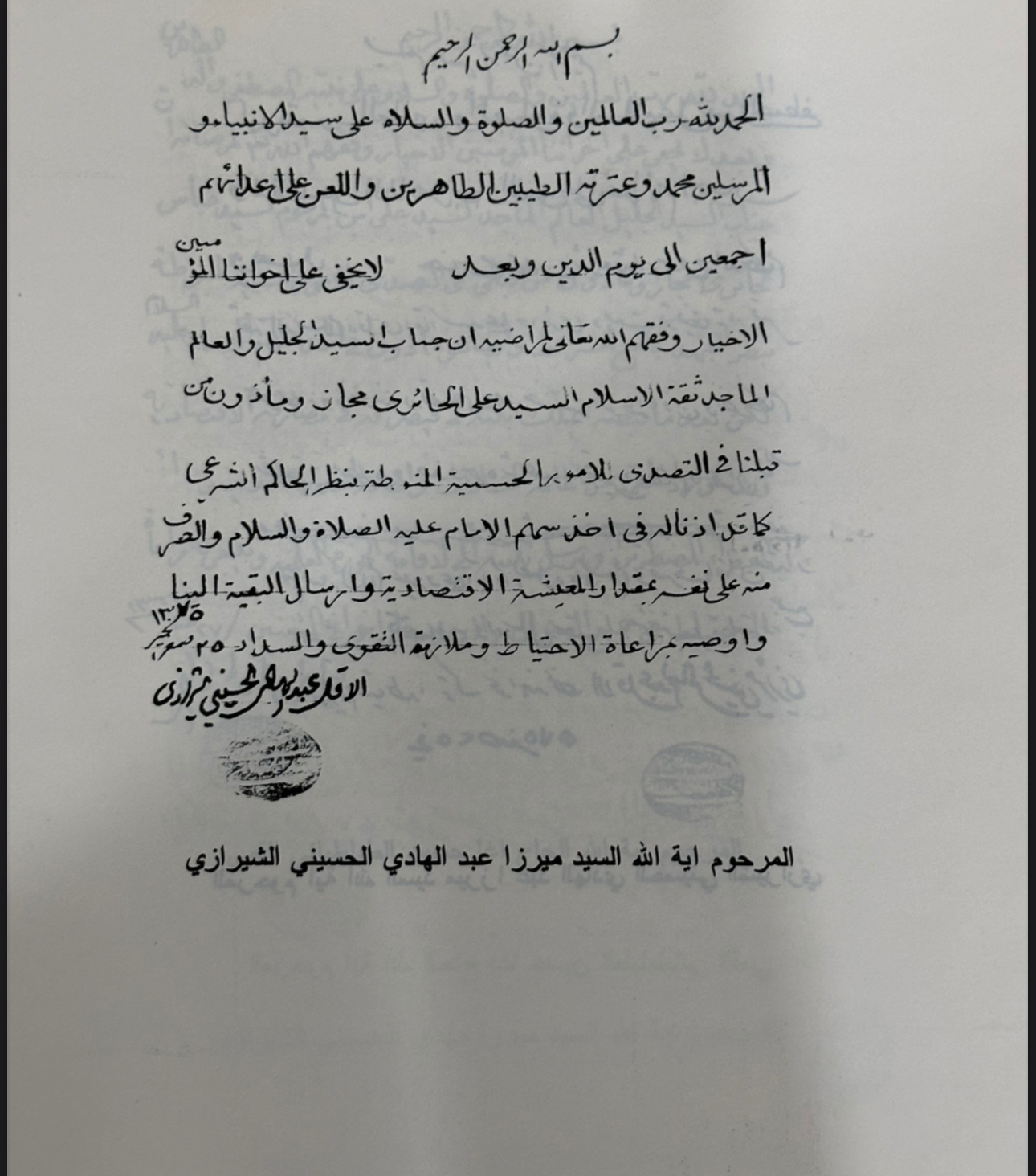
وكالة السيد ميرزا عبدالهادي الحسيني الشيرازي

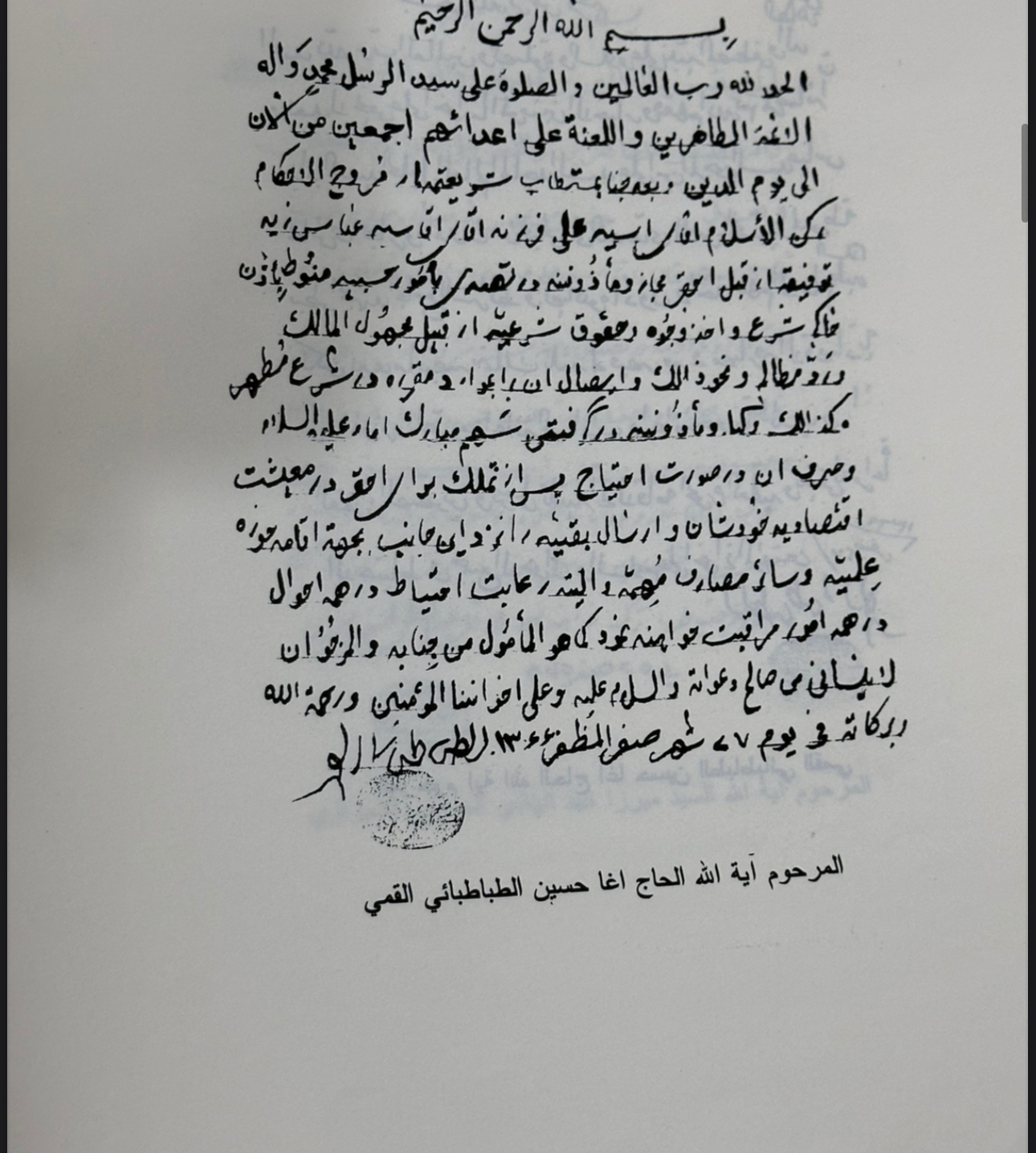
وكالة آية الله الحاج اغا حسين الطباطبائي القمي

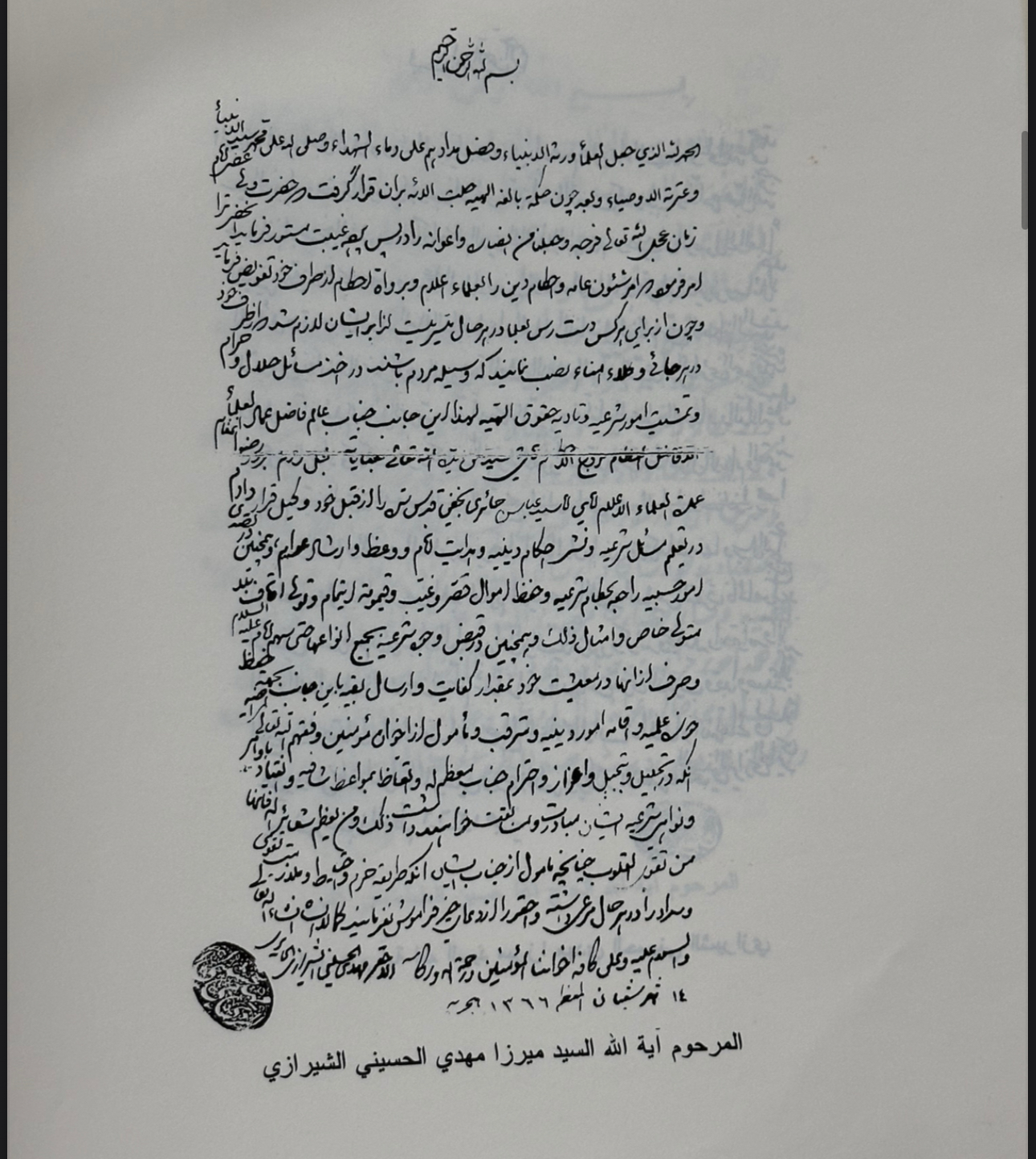
وكالة آية الله السيد ميرزا مهدي الحسيني الشيرازي

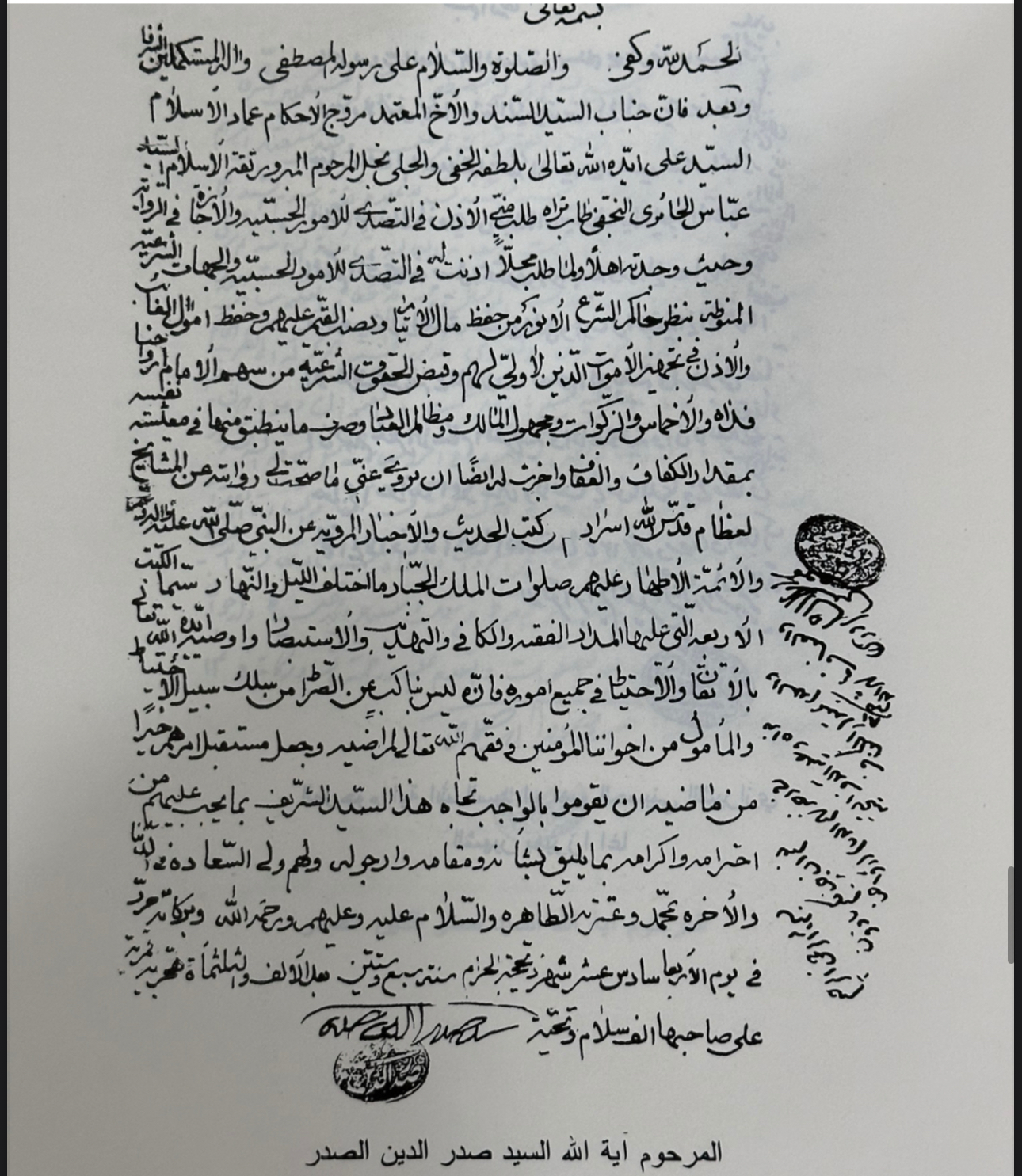
وكالة اية الله السيد صدر الدين الصدر

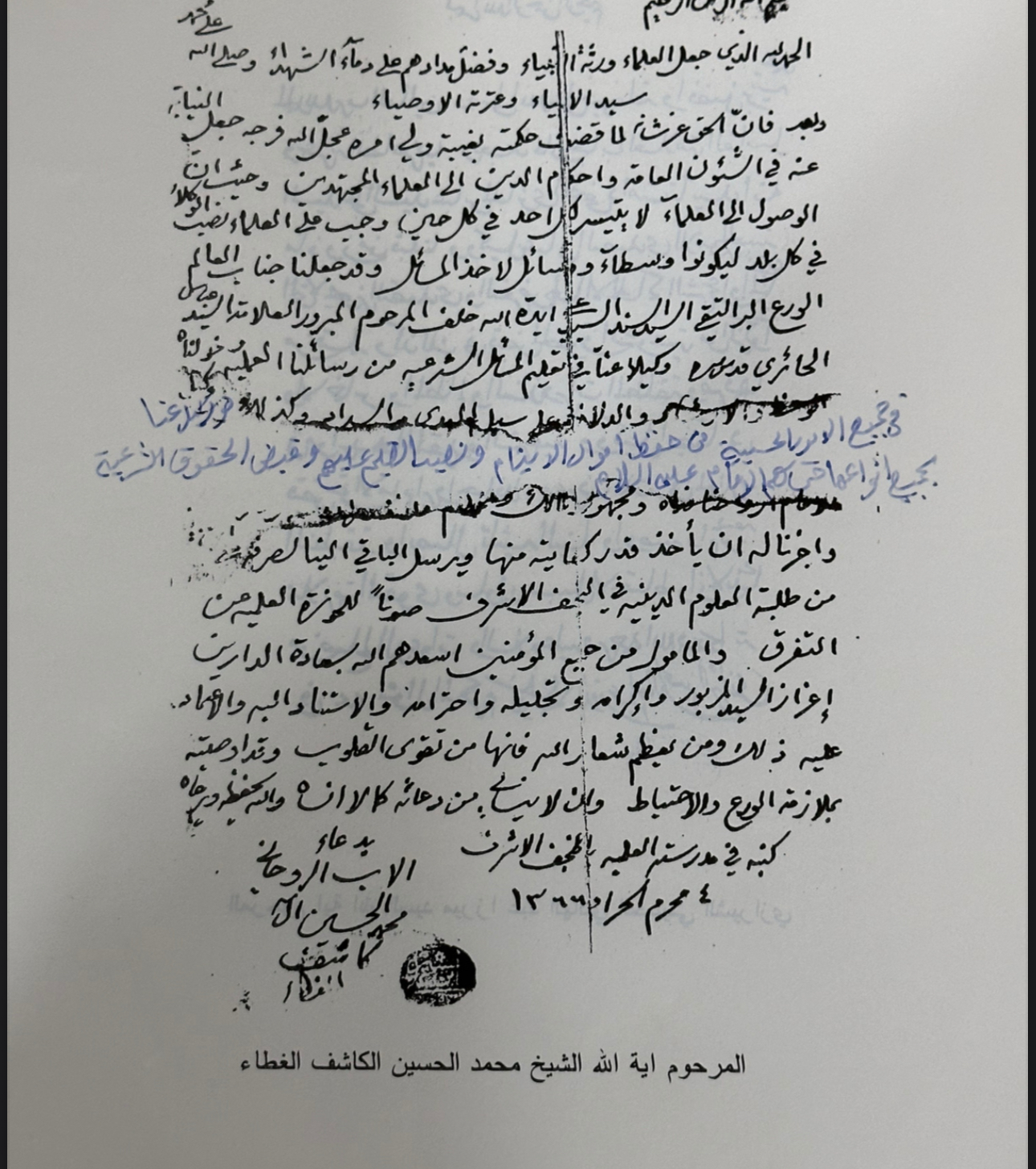
وكالة اية الله الشيخ محمد الحسين كاشف الغطاء